# Alain Le Maout
Alain Le Maout (né au Faouët, mort à Quimper le 2 novembre 1493) est  un ecclésiastique breton qui fut successivement  évêque de Léon de 1482 à 1484 puis évêque de Cornouaille de 1484 à 1493.

## Biographie
Originaire du Faouët, il est chanoine du chapitre de la cathédrale de Quimper lorsqu'il est nommé évêque de Léon le 29 mars 1482. Il est envoyé à Angers par le duc François II de Bretagne pour protester auprès des ambassadeurs du roi Charles VIII de France des mauvais traitements infligés aux sujets du duc par les officiers royaux. Il est ensuite ambassadeur en Angleterre chargé de négocier le renouvellement de la trêve. Transféré sur le siège épiscopal de Cornouaille le 8 mars 1484, il prête serment au duc le 3 juin suivant et il est nommé en 1486 premier président de la Chambre des comptes. Avec Robert Guibé évêque de Rennes et Louis II de Rohan sire de Guéménée il est ambassadeur de la duchesse Anne de Bretagne lors des négociations de  Tournai en 1491. Il meurt le 2 novembre 1493 et est inhumé dans la chapelle de la Madeleine de la cathédrale de Quimper. Son tombeau mutilé en 1793 a été restauré en 1873.

## Sources
- Pierre Hyacinthe Morice, L'Église de Bretagne, ou, Histoire des siéges épiscopaux, séminaires et collégiales, p. 124
- M. Le Glay, Négociations diplomatiques entre la France et l'Autriche, Volume 1, 1845 p. 7 et note.